# Friedhofskirche Zum Heiligen Kreuz (Nysa)

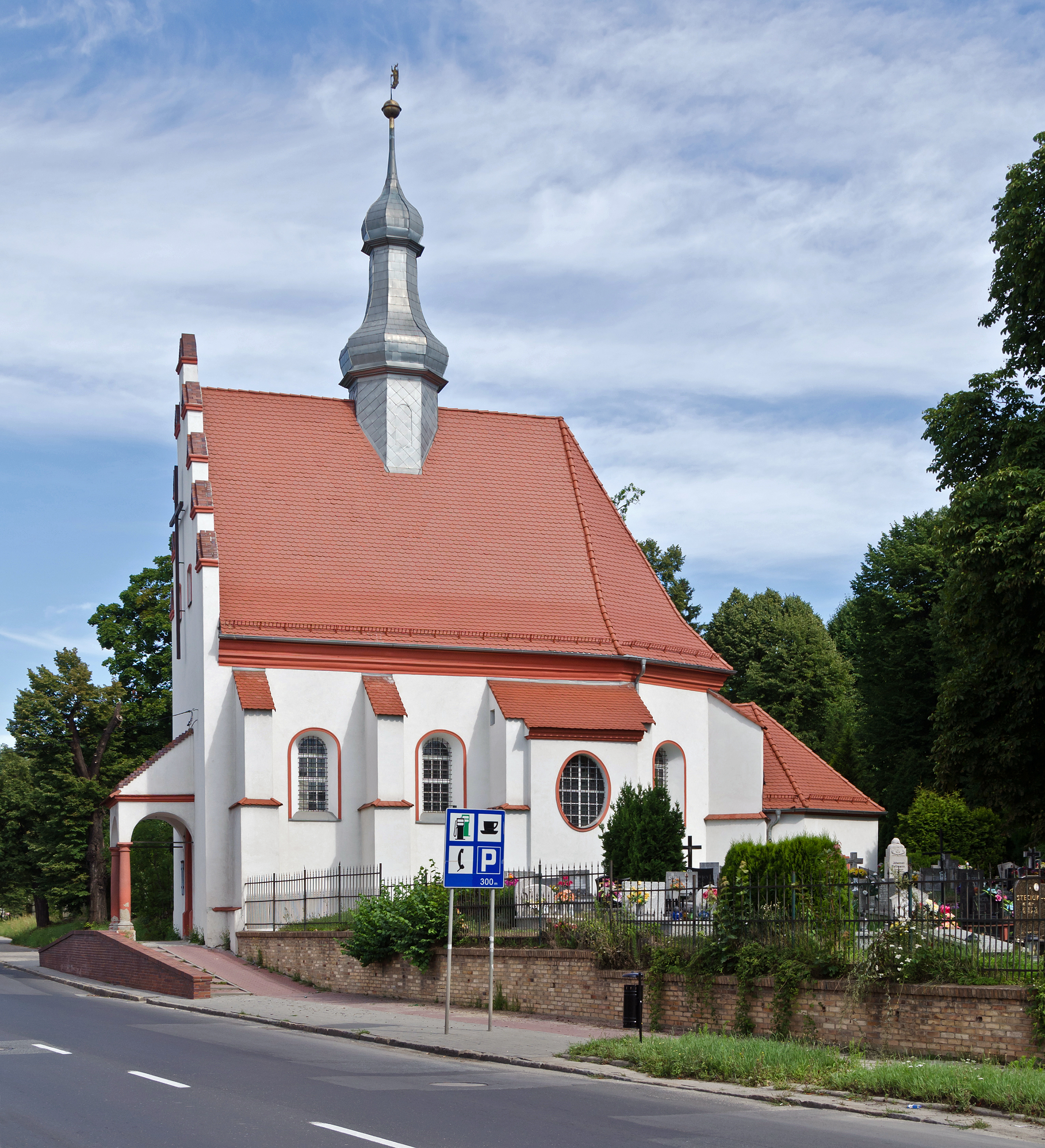
Friedhofskirche Zum Heiligen Kreuz

Die Friedhofskirche Zum Heiligen Kreuz (polnisch Kościół Świętego Krzyża) ist eine römisch-katholische Kirche in der schlesischen Stadt Nysa (deutsch Neisse). Das Gotteshaus steht in der Friedrichsstadt (poln. Fryderykowo) auf dem „Jerusalemer Friedhof“. Die Kirche ist eine Filiale der Pfarrei St. Dominikus (Parafia św. Dominika) in Nysa.

## Geschichte

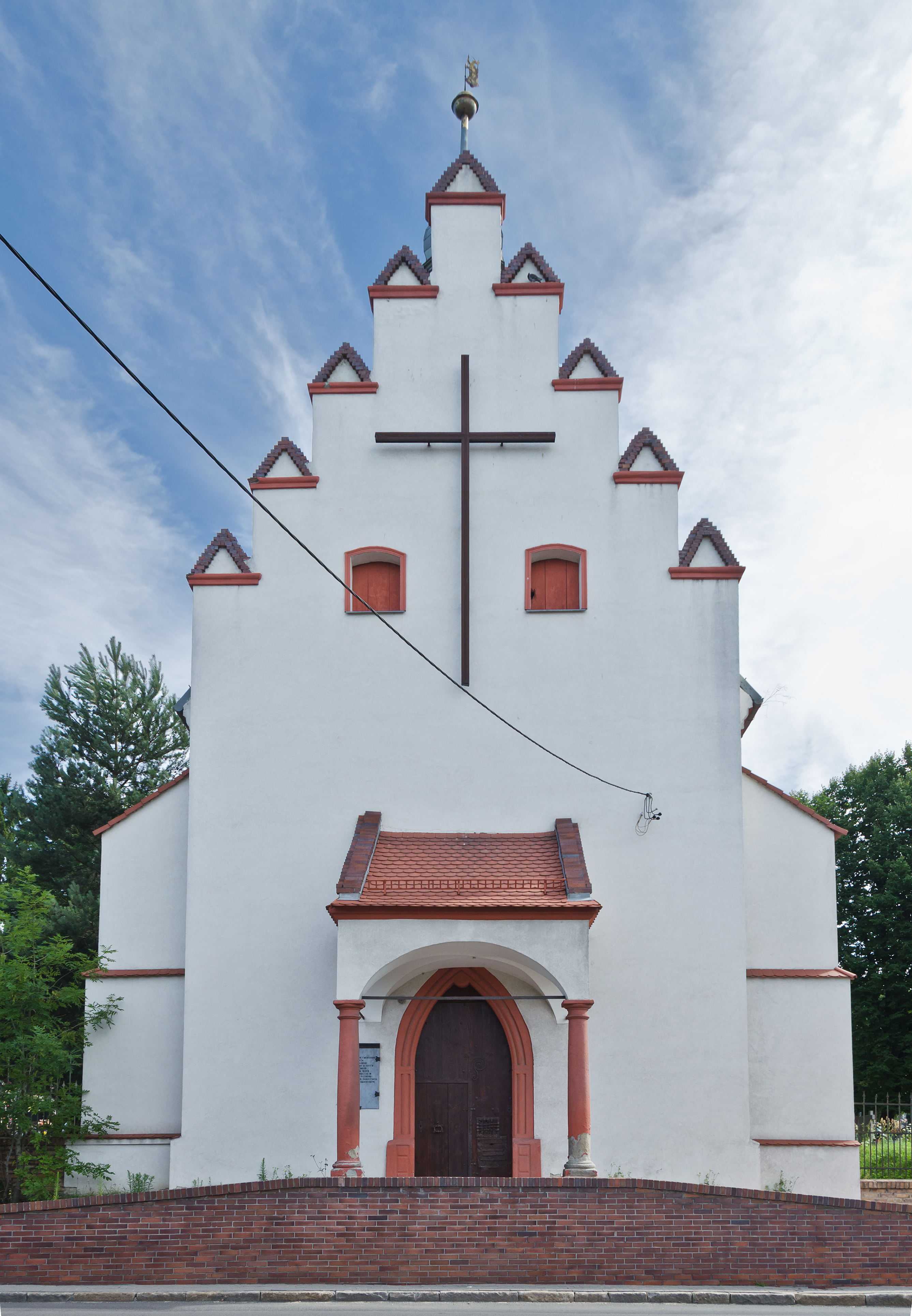
Vorderansicht mit Giebel

Ein erster hölzerner Kirchenbau an gleicher Stelle wurde erstmals 1341 erwähnt. 1633 wurde dieser Bau durch den heutigen steinernen Kirchenbau ersetzt. Die Weihe erfolgte am 14. April 1639. Ende des 17. Jahrhunderts erfolgten Erweiterungen von zwei Kapellen.
Seit 1959 steht das Kirchengebäude unter Denkmalschutz.
In direkter Nachbarschaft der Kirche befindet sich die Grabstätte des schlesischen Dichters Joseph von Eichendorff.

## Architektur
Der Kirchenbau besitzt eine hochaufragende Fassade mit einem steilen Stufengiebel im Stil der Renaissance. Das Satteldach ist bekrönt mit einem barocken Helm. Der Hauptaltar im Innenraum stammt aus dem 17. Jahrhundert. 